# 香港電影列表
本列表列出香港電影作品，是部分香港电影作品，目前还不够完整收录所有香港电影作品。

## 列表
- 1960年代香港電影作品列表
- 1970年代香港電影作品列表
- 1980年代香港電影作品列表
- 1990年代香港電影作品列表
- 2000年代香港電影作品列表
- 2010年代香港電影作品列表
- 2020年代香港電影作品列表

|  | 本条目是電影作品相关列表索引。 |